# Kanton Deux Rivières et Vallées
 Deux Rivières et Vallées is een kanton van het Franse departement Haute-Loire. Het kanton maakt deel uit van het arrondissement Yssingeaux .

In 2019 telde het 14.035 inwoners.

Het kanton werd gevormd ingevolge het decreet van 17 februari 2014 met uitwerking op 22 maart 2015, met Sainte-Sigolène als hoofdplaats.

## Gemeenten
Het kanton omvat volgende 5 gemeenten, afkomstig uit de opgeheven kantons Sainte-Sigolène (2) en Saint-Didier-en-Velay (3):
- Saint-Didier-en-Velay
- Saint-Pal-de-Mons
- Saint-Victor-Malescours
- Sainte-Sigolène
- La Séauve-sur-Semène